# 井上晴丸
井上 晴丸（いのうえ　はるまる、1908年10月7日 - 1973年10月5日）は、日本の農業経済学者。

## 経歴
山口県出身で税関長などを務めた井上徳太郎の二男として兵庫県神戸市中山手通二丁目の税関官舎で生まれる。
五高を経て、1934年東京帝国大学農学部農業経済学科卒、農林省に入る。立田信夫の筆名で講座派マルクス主義の立場から協同組合論などを展開。1938年に中華民国出張、39年から興亜院技師、43年に帰国、農林省米穀利用研究所技師。戦後の1946年農政局経営課長となり農地改革を進めるが49年レッドパージで農林省を追われ、10年間東畑精一会長の農業発達史調査会メンバーとして「日本農業発達史」の編集、執筆に従事。1959年立命館大学教授。同年「日本資本主義の発展と農業及び農政」で立命館大農学博士。

## 親族
兄・照丸の岳父に塚原政次。また、塚原の妻は新渡戸稲造の姪である。

## 著書
- 『農業問題入門』農業技術協会 1948 のち青木文庫
- 『日本協同組合論 理論と史的分析』研進社 1949
- 『日本資本主義の発展と農業及び農政』中央公論社 1957
- 『井上晴丸著作選集』全6巻別巻1 雄渾社 1972

第1-4巻 (日本経済の構造と農業)
第5巻 (日本資本主義の発展と農業及び農政)
第6巻 (協同組合論)
別巻 (研究余滴・随想) 1973

### 共編著
- 『国家独占資本主義論 日本経済の現段階分析』宇佐美誠次郎共著 潮流社 1950
- 『危機における日本資本主義の構造』宇佐美誠次郎共著 岩波書店 1951
- 『日本資本主義講座 戦後日本の政治と経済』全10巻 堀江正規、宇佐美誠次郎、小椋広勝、戒能通孝、古島敏雄、神野璋一郎共編 岩波書店 1954
- 『戦争と平和』細野武男共責任編集 雄渾社 戦争と平和シリーズ 1973

翻訳
- アンナ・ロチェスター『農民問題入門 レーニンはどう教えたか』南田健共訳 理論社 1956

### 記念論文集
- 『薫風去りてまた還らず 井上晴丸・その人と時代』井上晴丸追憶出版刊行会 1974

## 論文
- Cinii